# Chevrolet Blazer (2018)
Chevrolet Blazer – samochód osobowy typu crossover klasy wyższej produkowany pod amerykańską marką Chevrolet od 2018 roku.

## Historia i opis pojazdu

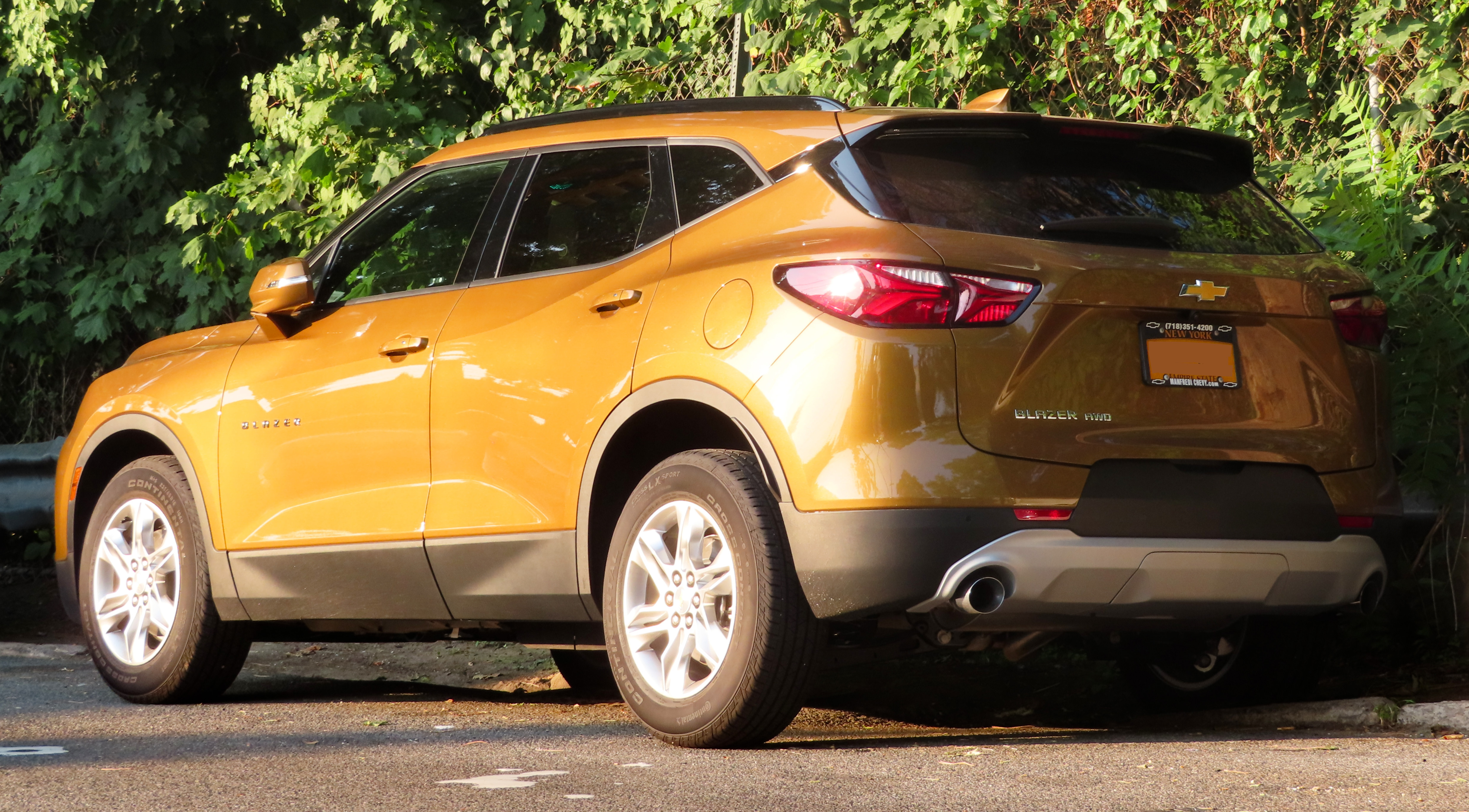
Chevrolet Blazer - tył

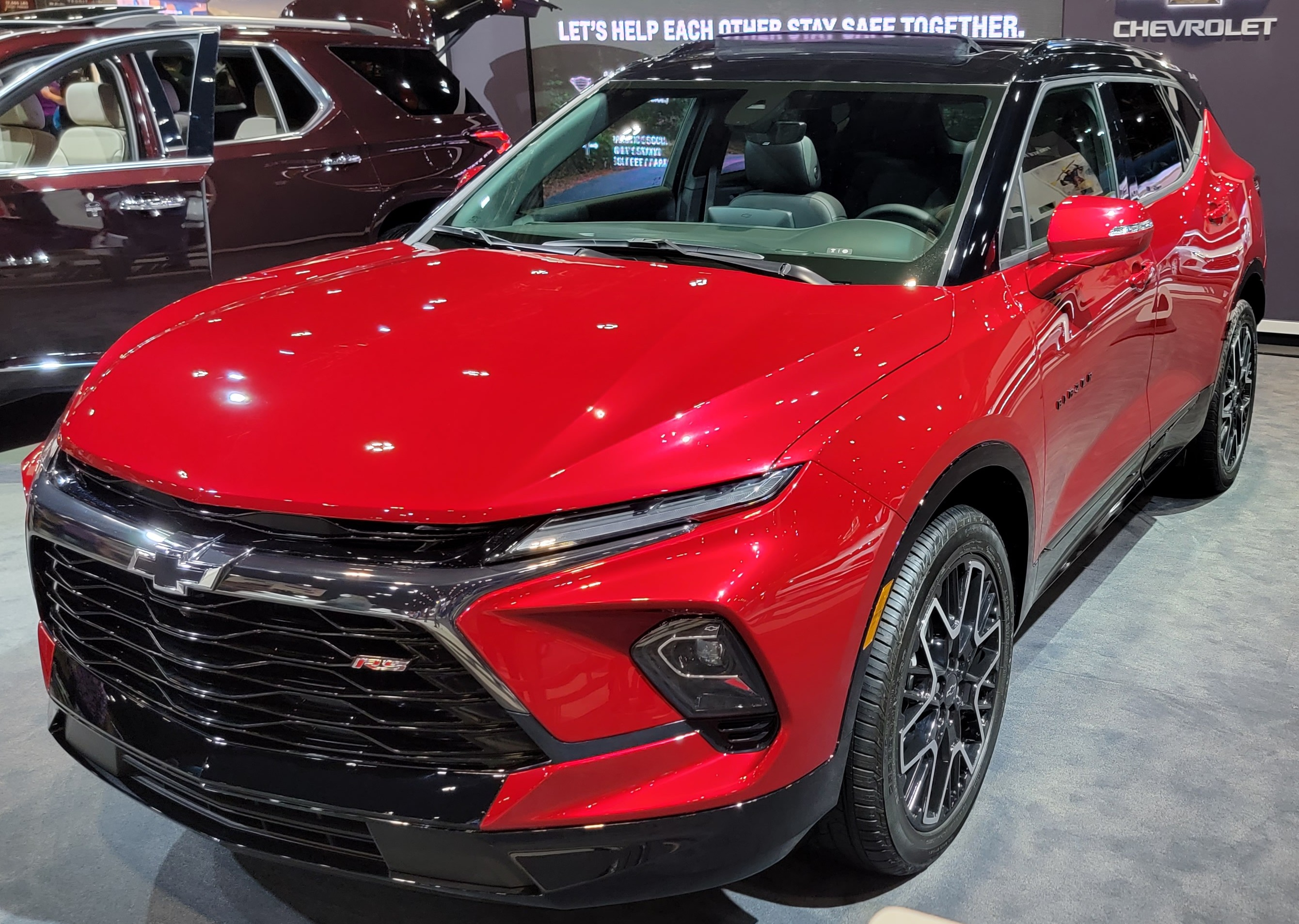
Chevrolet Blazer RS po liftingu

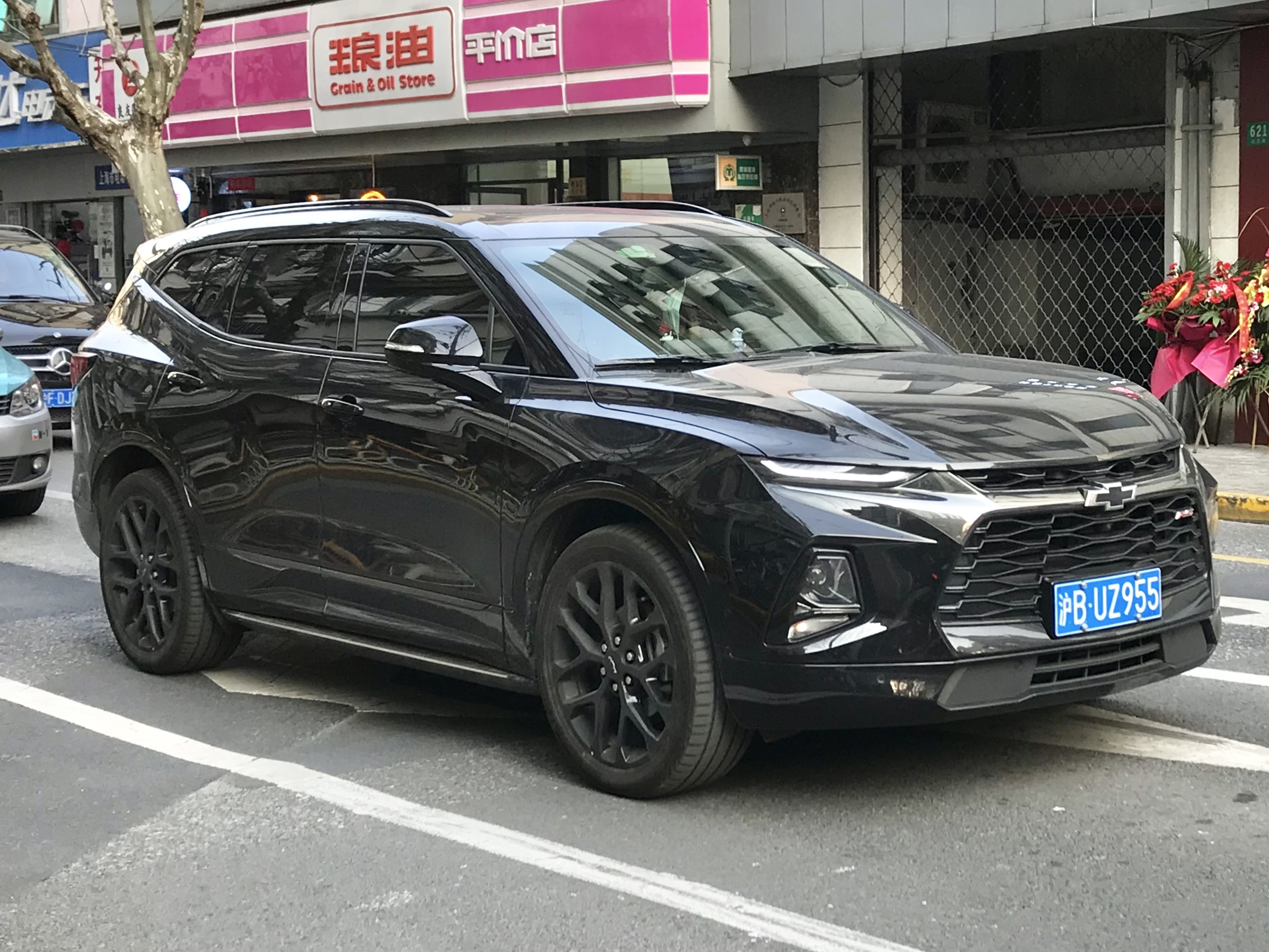
chiński Chevrolet Blazer

Chevrolet zdecydował się ponownie zastosować stosowaną już w przeszłości dla dwóch różnych modeli nazwę Blazer w 2018 roku, prezentując w czerwcu podczas preznetacji w Atlancie nowego, dużego crossovera plasującego się w północnoamerykańskiej ofercie między modelami Equinox i Traverse. 
Samochód utrzymano w nowym kierunku stylistycznym Chevroleta, wyróżniając się dużym wlotem powietrza i podwójnym oświetleniem umieszczonymi w dwóch rzędach - mniejsze z diodami LED do jazdy dziennej umieszczono wyżej, za to większe reflektory znalazły się w zderzaku. Awangardowe wzornictwo pojawiło się także w kabinie pasażerskiej, gdzie kokpit z nisko umieszczonymi, podwójnymi nawiewami wzorowano na tym z modelu Camaro.
Produkcję Chevroleta Blazera rozpoczęto w grudniu 2018 roku, a do sprzedaży na obszarze Ameryki Północnej wprowadzono go w styczniu 2019 roku. 

### Lifting
W lutym 2022 Chevrolet Blazer przeszedł restylizację, która objęła zarówno wygląd zewnętrzny, jak i kabinę pasażerską. Pas przedni zyskał przeprojektowane reflektory, diody LED do jazdy dziennej i zderzaki, z kolei z tyłu przemodelowano wkłady lamp. Ponadto, producent przemodelował centralny ekran dotykowy systemu multimedialnego, zwiększając jego przekątną z 8 cali do 10 cali. Wprowadzono także nowe wzory alufelg.

### Chiny
W listopadzie 2018 roku Chevrolet oficjalnie zaprezentował chińską odmianę Blazera podczas Chevrolet Gala Night 2019 w Hefei. W porównaniu do wersji północnoamerykańskiej samochód odróżnia się przedłużoną, 7-miejscową kabiną pasażerską, w efekcie czego pojazd ma dłuższy zwis tylny. Produkcję uruchomiono w kwietniu 2020 roku.

### Silniki
- L4 2.0l LSY
- L4 2.5l LCV
- V6 3.6l LGX